# 麒麟镇 (枞阳县)
麒麟镇，是中国安徽省中南部、长江北岸枞阳县下辖的一个乡镇级行政单位。

## 行政区划
麒麟镇下辖以下地区：
麒麟村、泊塘村、梅花村、石婆村、新安村、阳和村和岱鳌村。